# Sein und Zeit
«Sein und Zeit» — 10-й эпизод 7-го сезона сериала «Секретные материалы». Премьера состоялась 6 февраля 2000 года на телеканале FOX. Эпизод позволяет более подробно раскрыть так называемую «мифологию сериала», заданную в пилотной серии. Режиссёр — Майкл Уоткинс, авторы сценария — Крис Картер и Фрэнк Спотниц, приглашённые актёры — Митч Пиледжи, Меган Корлетто, Шарин Митчелл, Марк Ролстон, Спенсер Гаррет, Ребекка Тулан, Ким Дарби и Ник Лэшевей.
Название эпизода отсылает к произведению немецкого философа Мартина Хайдеггера «Бытие и время».
В США серия получила рейтинг домохозяйств Нильсена, равный 8,4, который означает, что в день выхода серию посмотрели 13,95 миллиона человек.
Главные герои серии — Фокс Малдер (Дэвид Духовны) и Дана Скалли (Джиллиан Андерсон), агенты ФБР, расследующие сложно поддающиеся научному объяснению преступления, называемые Секретными материалами.

## Сюжет
Малдер становится одержимым пропажей нескольких детей, которая обнаруживается в ходе расследования странного исчезновения маленькой девочки из дома. Тем временем Скалли подозревает, что он эмоционально вовлечен в это дело из-за сходства с исчезновением его сестры 27 лет назад. Её опасения усиливаются, когда мать Малдера умирает, возможно, в результате суицида.